# Флаг Гояса
Флаг Гоя́са — один из официальных символов штата Гояс, учреждённый законом № 650 от 30 июля 1919 г.
Не следует путать флаг Гояса с похожими на него флагами: флаг Сержипи и флаг Пиауи.

## Символика
Белые звёзды в крыже символизируют созвездие Южный Крест, а синий цвет соответственно небо. Жёлтый и зелёный цвета являются национальными цветами Бразилии. На флаге Гояса жёлтый цвет символизирует весну и золото, а зелёный цвет — леса.